# Resolució 541 del Consell de Seguretat de les Nacions Unides
La Resolució 541 del Consell de Seguretat de les Nacions Unides, aprovada el 18 de novembre de 1983 després de reafirmar la Resolució 365 (1974) i la Resolució 367 (1975), el Consell va considerar la decisió de la República Turca de Xipre del Nord de declarar la independència com a legalment invàlida.
Es va cridar a ambdues parts a cooperar amb el Secretari General i va instar a altres estats membres que no reconeguin Xipre del Nord, i que reconexiguin únicament la República de Xipre com l'única autoritat a l'illa.
La resolució va ser adoptada per 13 vots a favor i un en contra (Pakistan) i l'abstenció de Jordània.

## Curiositats
El Tribunal Internacional de Justícia va decidir en 2010 que "el dret internacional no conté cap prohibició per a declaracions d'independència".